# Zoltán Kodály-herdenkingsmuseum
Het Zoltán Kodály-herdenkingsmuseum (Hongaars: Kodály-Zoltán-Emlekmuzeum), is een museum in de Hongaarse hoofdstad Boedapest dat gewijd is aan de componist Zoltán Kodály.
Het museum werd begin 1990 geopend in het Kodály Körönd. In dit pand was het circus gevestigd dat naar hem vernoemd is. Zelf woonde hij hier meer dan veertig jaar, van 1924 tot zijn dood in maart 1967. Zijn appartement kende vier vertrekken en is ongeveer in dezelfde staat gebleven als hij het heeft achtergelaten. Het meubilair is sober en de kamers zijn aangekleed met borduurwerk en keramiek die hij van zijn buitenlandse reizen mee teruggenomen heeft. Verder zijn er foto's te zien van zijn familie en collega's.
Ook is een collectie krantenknipsels over zijn carrière bewaard gebleven die werd verzameld door zijn eerste vrouw Emma en - na haar dood - door zijn tweede vrouw Sarolta Péczely. Deze werd later toegevoegd aan het archief, zij het in gewijzigde volgorde omwille van wetenschappelijke toepassingen. Zowel het museum als het archief zijn in hetzelfde pand ondergebracht. Het museum toont zowel internationaal bekende als nooit opgevoerde composities van Kodály. Deze zijn soms volledig uitgewerkt en in andere gevallen beperkt gebleven tot vluchtige notities.
In het pand bevindt zich ook zijn voormalige muziekkamer die een sfeer van de 19e eeuw ademt. Er hangt hier een masker van Ludwig van Beethoven die op de bezoekers neerkijkt. Hier ontving hij gasten en liet hij bevriende musici oefenen, onder wie Mária Basilides, János Ferencsik, Imre Palló, Miklós Perényi, Endre Rösler, Set Svanholm, Erzsi Török en Tamás Vásáry. Ook de twee piano's waarop gespeeld werd, staan er nog. De slaapkamer is in het museum gereserveerd voor wisselende exposities.